# 岩村和夫
岩村 和夫（いわむら かずお、1948年 - 2024年11月1日）は、日本の建築家。東京都市大学名誉教授。武蔵工業大学環境情報学部教授、社団法人日本建築家協会理事・国際委員会委員長、国際建築家連合UIA理事を歴任。岩村アトリエ代表。社団法人日本建築学会地球環境委員会幹事。
東京都の世田谷区深沢の環境共生住宅-市浦都市開発建築コンサルタンツ、現・市浦ハウジング&プランニングらと-などで知られる。

## 経歴
神戸市生まれ。1971年（昭和46年）、早稲田大学理工学部建築学科卒業。1973年（昭和48年）、同大学院修士課程修了後、フランス政府外務省給費研修生（技術交流）として渡仏。1974年（昭和49年）、在パリ、ジョルジュ・キャンディリスのGeorges Candilis事務所入所しおもにパリやアテネ、中東での仕事に従事し、1976年にドイツ・ダルムシュタットで建築設計事務所AG5を設立などを経て、1980年（昭和55年）に岩村アトリエ設立。1998年（平成10年）から武蔵工業大学環境情報学部教授。代表作は深沢住宅の他、ファンハウス札幌スタジオ、屋久島環境共生住宅など。2001年にWorld Habitat Award、2003年に日本建築学会賞を受賞。
2024年（令和6）11月1日、がんのため横浜市の病院で死去。76歳没。

## 著書
- SD選書 201 『自然な構造体』 F.オットー他著 の訳